# Leucochrysa superior
Leucochrysa superior är en insektsart som beskrevs av Navás 1913. Leucochrysa superior ingår i släktet Leucochrysa och familjen guldögonsländor. Inga underarter finns listade i Catalogue of Life.